# Pietro Annoni

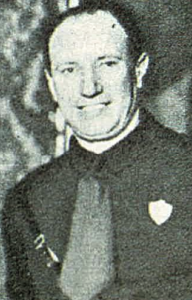
Pietro Annoni

Pietro Annoni (* 14. Dezember 1886 in Mailand; † 19. April 1960 ebenda) war ein italienischer Ruderer.
Pietro Annoni von den Canottieri Milano gewann bei den Europameisterschaften 1912 zusammen mit Erminio Dones den Titel im Doppelzweier.
Bei den olympischen Spielen 1920 in Antwerpen traten im Doppelzweier fünf Boote an. Dones und Annoni bezwangen im Vorlauf das belgische Boot. Im Finale gewannen Paul Costello und Jack Kelly sr. aus den Vereinigten Staaten mit zehn Sekunden Vorsprung vor den Italienern, die ihrerseits zwei Sekunden Vorsprung auf die Franzosen Gaston Giran und Alfred Plé hatten.